# Уолтер, Патрик
Патрик «Пэт» Уолтер (англ. Patrick "Pat" Walter; род. 16 февраля 1959, Калгари, Альберта) — канадский гребец, выступавший за сборную Канады по академической гребле в период 1979—1988 годов. Чемпион Игр Содружества и Панамериканских игр, победитель и призёр регат национального значения, участник летних Олимпийских игр в Сеуле.

## Биография
Патрик Уолтер родился 16 февраля 1959 года в городе Калгари провинции Альберта, Канада.
Занимался академической греблей в Бернаби, проходил подготовку в местном одноимённом гребном клубе.
Дебютировал на международной арене в 1976 году, став двенадцатым в парных двойках на мировом первенстве среди юниоров в Австрии.
Первого серьёзного успеха на взрослом международном уровне добился в сезоне 1979 года, когда вошёл в основной состав канадской национальной сборной и побывал на Панамериканских играх в Сан-Хуане, откуда привёз награду золотого достоинства, выигранную в зачёте парных двоек. Также в этом сезоне в той же дисциплине стартовал на чемпионате мира в Бледе, но здесь сумел квалифицироваться лишь в утешительный финал В и расположился в итоговом протоколе соревнований на восьмой строке.
Рассматривался в качестве кандидата на участие в летних Олимпийских играх 1980 года в Москве, однако Канада вместе с несколькими другими западными странами бойкотировала эти соревнования по политическим причинам.
В 1982 году на чемпионате мира в Люцерне показал седьмой результат в одиночках.
Пытался пройти отбор на Олимпийские игры 1984 года в Лос-Анджелесе, однако в конкурентной борьбе уступил Роберту Миллсу, который в итоге стал здесь бронзовым призёром.
На мировом первенстве 1985 года в Хазевинкеле в одиночках Уолтер финишировал шестым.
В 1986 году в парных двойках одержал победу на Играх Содружества в Эдинбурге и стал восьмым на чемпионате мира в Ноттингеме.
В 1987 году на мировом первенстве в Копенгагене занял в парных двойках 11 место.
Благодаря череде удачных выступлений удостоился права защищать честь страны на Олимпийских играх 1988 года в Сеуле. Стартовал в двойках совместно с Брюсом Фордом — закрыл в данной дисциплине десятку сильнейших. Вскоре по окончании этой Олимпиады принял решение завершить спортивную карьеру.